# Zeitoper
Le Zeitoper (littéralement « opéra du temps », « opéra d'aujourd'hui ») est un genre d'opéra dont les sujets s'inspirent de l'actualité et de la modernité, populaire en Allemagne et en Autriche dans les années 1920-1930.

## Description
Zeitoper est un terme allemand que l'on peut traduire par « opéra d'aujourd'hui », « opéra du temps », « opéra d'actualité »,. Sorte d'émanation du Zeitgeist et de la modernité, le Zeitoper désigne un genre d'opéra dans lequel se mêlent au spectacle lyrique, de façon éclectique, la vie quotidienne avec ses divers accessoires (téléphone, radio, automobile, par exemple), le burlesque, les danses modernes et les chansons,. En outre, les sujets traités évoquent des questions d'actualité, souvent d'ordre sociopolitique.
Pour Kurt Weill, le Zeitoper agit à la manière d'un miroir grossissant ou rétrécissant les événements de la vie de tous les jours.
Le Zeitoper est un style populaire en Allemagne et en Autriche dans les années 1920 et 1930,,.

## Œuvres
Parmi les œuvres représentatives du genre, figurent,, :
- Der Sprung über den Schatten (en) (« Saut par-dessus l'ombre », 1923) et Jonny spielt auf (« Jonny mène la danse », 1927), partitions dans lesquelles Ernst Křenek introduit un banjo, des sifflets et cornes d'auto, des morceaux de jazz et des danses à la mode, et, pour la dernière, traite des prétentions de la recherche du plaisir par opposition à la recherche intellectuelle ;
- Royal Palace (en) (1926) de Kurt Weill ;
- Der Zar lässt sich photographieren (en) (« Le Tsar se fait photographier », 1927-1928) de Kurt Weill ;
- Die Bürgschaft (en) (1932) de Kurt Weill, commentaire sur la civilisation contemporaine et ses valeurs ;
- Hin und zurück (« Aller et retour », 1927) de Paul Hindemith ;
- Neues vom Tage (« Nouvelles du jour », 1928-1929) de Paul Hindemith, satire du comportement social ;
- Von heute auf morgen (« Du jour au lendemain », 1928-1929) d'Arnold Schönberg ;
- aux États-Unis, Transatlantic (1930) et Helen Retires (en) (1933) de George Antheil.